# خان الكابولي
خان الكابولي أحد خانات بغداد

## الموقع
يقع في الكاظمية وهو مأوى لزوار العتبة الكاظمية وايضا سوقاً للعديد من النشاطات التجارية، ولكن بعد تشكيل الحكومة العراقية سنة 1920، وتأسيس الجيش العراقي في 6 كانون الثاني 1921، اعتبر هذا المكان موقع لتدريبات فوج شكل وعرف باسم فوج موسى الكاظم.

## نبذة تاريخية
كان أكبر خان في مدينة بغداد، حيث بلغت مساحتهُ حوالي 9000 (تسعة آلاف) متر مربع ويتألف من طابقين، أي حوالي نصف المساحة الأرضية للمشهد الكاظمي! ان هذه البناية العملاقة في مقاييس مدينة بغداد قديماً، لا يعرف عنها الكثير حيث لا يعرف من هو الشخص الأفغاني الكابولي الذي شيدها، لأنه حتما كان أحد الشخصيات الأفغانية الهامة والثرية لكي يتمكن من بناء خان بهذا الحجم، ولا يعرف حتى متى شيده، ولا كيف استطاع شراء هذه المساحة الهائلة على الحافة الجنوبية من مدينة الكاظمية، وعلى بعد 450 متر فقط من المشهد الكاظمي.
في الحقيقة لم يكن خانا واحدا بل خانين اثنين ملتصقين وكأنهما بناية واحدة طولها حوالي 150 متر وعرضها 60 متر، ومحورها الطولي متعامد مع اتجاه القبلة. كما ان الساحة الكبيرة المقابلة لمدينة الكاظمية كانت ايضا موقوفة للخان واستعملت من قبل الجيشين البريطاني والعراقي للتدريب.
ولقد بلغت مساحة الخان الأكبر (الشمالي الغربي) 4800 متر مربع، وكان مخصصا لسكن الزوار وعوائلهم.
بينما بلغت مساحة الخان الأصغر ( الجنوبي الشرقي) 4200 متر، وكان مخصصا للتجار وفيه محلات لعرض وبيع البضائع.
ولقد صمم وكأنه بيت بغدادي كبير، وليس كخان حضري اعتيادي، وكان يتكون من طابقين، العلوي فيه طارمة من الاعمدة (الدلكات) الخشبية ذات التيجان المقرنصة وغرف للزوار حول الحوشين الداخليين وسقوفها مزخرفة بالخشب والمرايا. اما الطابق الأرضي فكان يتكون من غرف مرفوعة قليلا عن مستوى الأرض ومخصصة للزوار ومشيدة بعقود أجرية (طابوق فرشي 30سم مربع) متينة، شبه دائرية وليست مدببة كما جرت العادة. ان الصور الفوتوغرافية المتوفرة لتلك الحقبة تشير الى وجود سراديب نصفية (نيم سرداب) كما هو مألوف في البيوت البغدادية وذلك لتوفير مساحات باردة ومريحة للزوار اثناء فصل الصيف الحار. ويلاحظ وجود ثلاث فتحات مقوسة تحت كل غرفة للتهوية والاضاءة طبيعية. هذا يعني ان كل غرفة في الطابق الارضي كان لها درج صغير يؤدي الى سرداب نصفي خاص بها.
ولقد استخدمته الحكومة العراقية كمقر لأول فوج عسكري في الجيش العراقي تحت اسم (فوج موسى الكاظم) في عام 1921، وشغلهُ الجيش العراقي حتى منتصف عقد الأربعينات.
لم يعرف اسم الشخص الذي شيد هذا الخان سوى انه كان تاجرا افغانيا ثريا ومقيما في مدينة كربلاء.
تبين الصور القديمة التي التقطت في العهد العثماني بان الخان شيد بعد مشروع ترامواي الكاظمية - الكرخ لأن خط السكة الحديدية يمر أمام المبنى مخترقا حي الكاظمية ويقف امام المحطة القريبة من سوق الاسترابادي. فالخان شيد غرب سكة الحديد تفاديا لها، وبما ان خط الترامواي شيده الوالي مدحت باشا في سنة 1870، ويظهرالخان في صور بدايات القرن العشرين، فان تاريخ تشييده ينحصر بين 1870 وحتى 1900. ويرجح انه مشيد خلال العقد 1880-1890، وان البنائين البغداديين، هم الذين بنوه لان لمسات الطابع العراقي واضحة جدا في تفاصيله.

## تهديم الحان
هدمت بلدية الكاظمية في بغداد خان الكابولي في عهد المملكة العراقية منتصف عقد الخمسينات بحجة واهية، وقسمت أرضه الكبيرة الى قطع صغيرة وزعتها على عدد من الناس.